# Big Sandy (Tennessee)
Big Sandy ist eine Kleinstadt mit dem Status „Town“ im Benton County im US-amerikanischen Bundesstaat Tennessee. Das U.S. Census Bureau hat bei der Volkszählung 2020 eine Einwohnerzahl von xxx ermittelt. Das U.S. Census Bureau hat bei der Volkszählung 2020 eine Einwohnerzahl von 486 ermittelt.

## Geografie
Big Sandy liegt im mittleren Nordwesten Tennessees an der Mündung Big Sandy River in den hier zum Kentucky Lake aufgestauten Tennessee River, der über den Ohio zum Stromgebiet des Mississippi gehört. Die Grenze zu den Nachbarstaaten Missouri und Arkansas verläuft rund 140 km westlich und wird vom Mississippi gebildet. Die Grenze zu Kentucky verläuft rund 40 km nördlich.
Die geografischen Koordinaten von Big Sandy sind 36°14′05″ nördlicher Breite und 88°05′07″ westlicher Länge. Das Stadtgebiet erstreckt sich über eine Fläche von 1,8 km².
Nachbarorte von Big Sandy sind Eva (26 km südsüdöstlich), Camden (22,2 km südlich), Mansfield (25,8 km westsüdwestlich) und Paris (25,6 km westnordwestlich).
Die nächstgelegenen größeren Städte sind Evansville in Indiana (253 km nordnordöstlich), Tennessees Hauptstadt Nashville (157 km östlich), Chattanooga (387 km südöstlich) und Tennessees größte Stadt Memphis (254 km südwestlich).

## Verkehr
Die Tennessee State Route 69A führt als Hauptstraße durch das Stadtgebiet von Big Sandy. Alle weiteren Straßen sind untergeordnete Landstraßen, teils unbefestigte Fahrwege sowie innerörtliche Verbindungsstraßen.
Mit dem Benton County Airport befindet sich 28 km südlich ein kleiner Flugplatz. Der nächste Verkehrsflughafen ist der Nashville International Airport (172 km östlich).

## Bevölkerung
Nach der Volkszählung im Jahr 2010 lebten in Big Sandy 557 Menschen in 249 Haushalten. Die Bevölkerungsdichte betrug 309,4 Einwohner pro Quadratkilometer. In den 249 Haushalten lebten statistisch je 2,24 Personen.
Ethnisch betrachtet setzte sich die Bevölkerung zusammen aus 98,2 Prozent Weißen, 0,9 Prozent amerikanischen Ureinwohnern sowie 0,2 Prozent Asiaten; 0,7 Prozent stammten von zwei oder mehr Ethnien ab. Unabhängig von der ethnischen Zugehörigkeit waren 0,2 Prozent der Bevölkerung spanischer oder lateinamerikanischer Abstammung.
20,8 Prozent der Bevölkerung waren unter 18 Jahre alt, 57,7 Prozent waren zwischen 18 und 64 und 21,5 Prozent waren 65 Jahre oder älter. 51,5 Prozent der Bevölkerung waren weiblich.
Das mittlere jährliche Einkommen eines Haushalts lag bei 23.125 USD. Das Pro-Kopf-Einkommen betrug 15.138 USD. 32,7 Prozent der Einwohner lebten unterhalb der Armutsgrenze.